# Iglesia Maradoniana

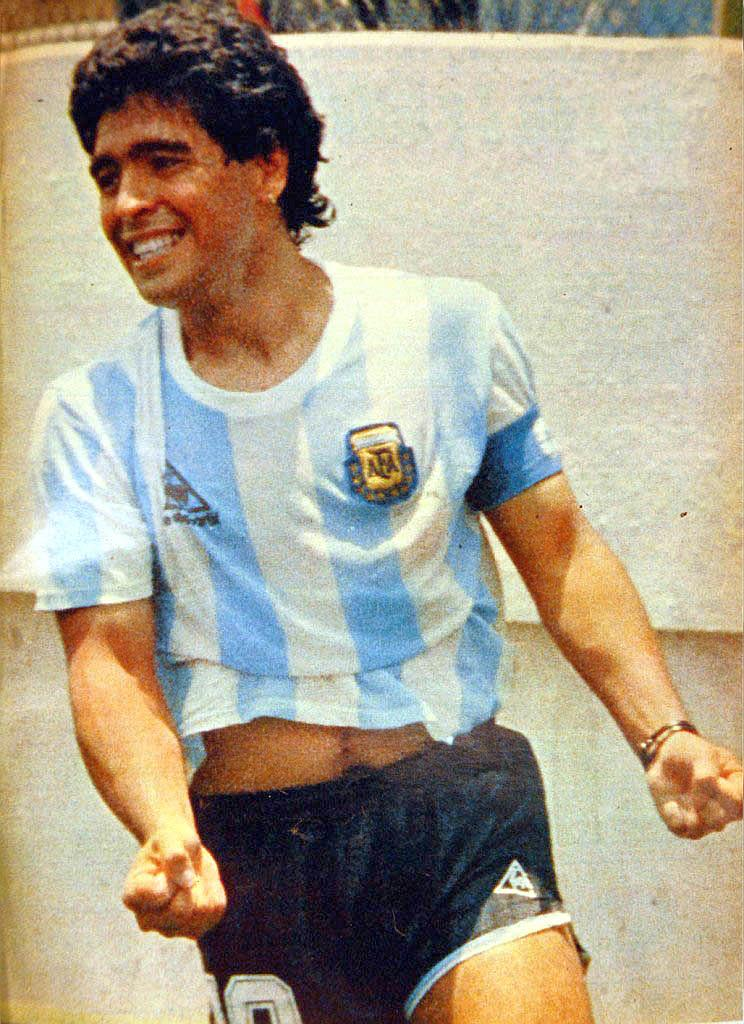
Diego Maradona

Iglesia Maradoniana (pol. Kościół Maradony) – parodia religii, stworzona przez fanów byłego argentyńskiego piłkarza Diega Maradony, którego uznają oni za najlepszego gracza wszech czasów.
Powstał w październiku 1998 roku w Rosario w Argentynie. Ma liczyć ponad 40 tysięcy członków. Szczególnym dniem dla członków ruchu jest 30 października (dzień urodzin Maradony) kiedy to zbierają się w kawiarniach i pizzeriach celebrując te urodziny, a „apostołowie” Kościoła Maradony wygłaszają swoistą modlitwę do swojego idola: „Nasz Diego, który jest skarbem Ziemi, niech będzie poświęcona twa lewa noga, niech będą pamiętane twoje gole”.
Członkowie ruchu gromadzą się też przed symbolicznymi ołtarzami, które ozdabiają fotografiami Maradony, koszulkami z numerem 10 oraz proporczykami z jego autografami. Przeprowadzają też rytuał przyjęcia do grupy nazywany „chrztem”, w którym osoba poddawana rytuałowi ma odwzorować gol strzelony przez Maradonę ręką w ćwierćfinałach mistrzostw świata 1986 reprezentacji Anglii (tzw. „ręka Boga”).